# Jerry Seinfeld: I’m Telling You for the Last Time
Jerry Seinfeld: I’m Telling You for the Last Time ist ein US-amerikanischer Stand-up-Comedy-Film mit Jerry Seinfeld aus dem Jahr 1998. Es wurde am 9. August 1998 live vom Broadhurst Theatre in New York City auf dem Pay-TV-Sender HBO ausgestrahlt. Das Special wurde 1999 auf VHS und DVD mit dem Titel Jerry Seinfeld: Ich sage es dir zum letzten Mal - Live on Broadway veröffentlicht.

## Handlung
Der Film beginnt mit der Trauerfeier von Jerry Seinfeld. Seine Kollegen und Fans sind geschockt, denn dieser hat nach neun Jahren seine erfolgreiche Sitcom Seinfeld beendet. Seine Fernsehserie sorgte für gute Einschaltquoten, erhielt lobende Kritiken und gewann zahlreiche Auszeichnungen. Kurz nach der Trauerfeier wird Jerry von einem Jungen konfrontiert. Dieser überzeugt ihn, noch ein letztes Mal, eine Show zu machen. In New York City macht Seinfeld live vom Broadhurst Theatre eine Stand-up-Comedy-Show.

## Album

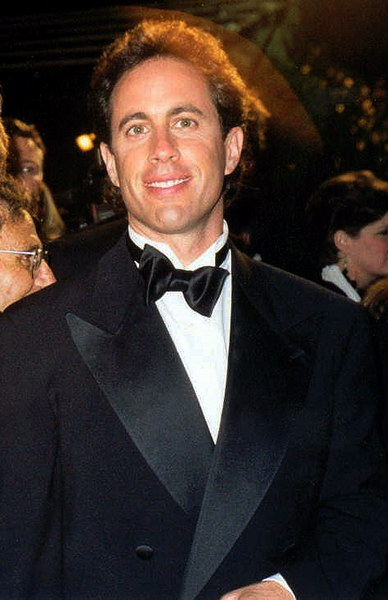
Jerry Seinfeld bei den Emmy Awards 1997

Das Special wurde 1998 als Album auf Kassette und CD veröffentlicht.

### Titelliste
1. Intro/Phones
2. Cab Drivers
3. Air Travel
4. Florida
5. Halloween
6. Supermarkets
7. Drugstores
8. Doctors
9. Men and Women
10. Chinese People
11. McDonalds
12. Olympics
13. "Scuba Diving"
14. No. 1 Fear
15. Sky Diving/The Helmet
16. Clothing
17. Late TV
18. Crooks
19. Horses
20. Bathroom
21. Q+A

### Auszeichnungen für Musikverkäufe
Weltweit wurde I’m Telling You for the Last Time mit 2× Gold und 2× Platin ausgezeichnet.
| Land/Region               | Auszeichnungen für Musikverkäufe (Land/Region, Auszeichnung, Verkäufe) | Verkäufe  |
| ------------------------- | ---------------------------------------------------------------------- | --------- |
| Australien (ARIA)         | Gold                                                                   | 35.000    |
| Kanada (MC)               | Gold                                                                   | 50.000    |
| Neuseeland (RMNZ)         | Platin                                                                 | 15.000    |
| Vereinigte Staaten (RIAA) | Platin                                                                 | 1.000.000 |
| Insgesamt                 | 2× Gold · 2× Platin ·                                                  | 1.100.000 |

## Nominierungen
Emmy-Verleihung 1999
- Nominierung in der Kategorie Outstanding Variety, Music or Comedy Special
- Nominierung in der Kategorie Outstanding Technical Direction/Camera/Video for a Special

Directors Guild of America Awards 1999
- Nominierung in der Kategorie Outstanding Directorial Achievement in Musical/Variety